# 小叶山檨子
小叶山檨子（学名：Buchanania microphylla）为漆树科山檨子属的植物。分布在菲律宾以及中国大陆的海南等地，一般生于山坡以及沟谷林中，目前尚未由人工引种栽培。
其种加词microphylla，意为“小叶的”。

## 别名
山马耳、赤南（海南）